# Martin Hildebrandt (Publizist)
Martin Hildebrandt (* 22. August 1854 in Magdeburg; † 2. September 1925) war ein deutscher Publizist in Berlin.

## Leben
Martin Hildebrandt veröffentlichte seit 1890 erste Schriften in Berlin.  1891 wurde er für seine Ketzer-Briefe zu einem Gefängnisaufenthalt in Plötzensee verurteilt und aus dem Deutschen Schriftsteller-Verband ausgeschlossen.
Daraufhin gründete er die Deutsche Schriftsteller-Genossenschaft, die in den folgenden Jahren mehrere hundert Mitglieder hatte. In dieser Zeit setzte er sich auch erfolgreich für  Rechte von Schriftstellern und Journalisten ein, zum Beispiel im Urheberrecht.
1897 heiratete Martin Hildebrandt die Übersetzerin Gertrude Roth-Eggert.
Ab etwa 1900 wandte er sich vor allem der Reklamebranche zu. 
Um 1915 gab er in einem eigenen kleinen Verlag der Schriftsteller-Genossenschaft in Charlottenburg einige wenige Schriften heraus.

## Charakteristik
Martin Hildebrandt vertrat in seinen Schriften nationalkonservative Ansichten und lehnte eine stärkere Frauen-Emanzipation ab.
1894 beschrieb ihn die Schriftstellerin Dora Duncker so:

„"Da habe ich unlängst einen gräßlichen Menschen kennen gelernt. Er (...) schreit im gleichgültigsten Gespräch, als drille er Rekruten." (...) Hildebrandt will eine Kraftnatur sein, verwechselt aber Kraft mit Roheit, dieses tritt besonders in seinem Urteil über Frauen hervor.“

In seinen letzten Lebensjahren wurde er als liebenswürdiger alter Herr bezeichnet.

## Publikationen

### Bücher
Martin Hildebrandt verfasste einige Bücher, meist mit polemischen Inhalten.
- Nicht gegen den Kaiser; zur socialen Bewegung, 1890
- Ohne Bismarck. Eine nüchterne Betrachtung der Lage, 1890, (nach Bismarcks Rückzug)
- Die Reichs-Schwiegermutter kommt! Aus den Geheimnissen einer politischen Ehe; geplaudert von einem Hausfreund, 1891
- Ketzer-Briefe, 1891 Digitalisat
- Wider die Communisten am geistigen Eigenthum. Ein Aufruf an Schriftsteller, Componisten und bildende Künstler. Zur Revision des Urheberrechts, 1899
- Vater Martins Briefe an seinen kleinen Michel, 1907, Neuauflage 1909 und 1918 (Digitalisat).
- Stimmungen, 1908
- Der deutsche Zorn; in Versen und Liedern, 1914 Digitalisat
- Roddies Bekanntschaften, 1915
- Ins deutsche Gewissen! Zwölf Sonette, 1917
- Denkzettel, 1920

### Zeitschriften und Blätter
Martin Hildebrandt schrieb für verschiedene Zeitschriften
Als Leiter
- Das Recht der Feder, 1891–1900, Organ der Deutschen Schriftsteller-Genossenschaft, Leiter
- Der Heide, 1901, Gründer und Leiter der ersten Ausgaben[5]
- Die Abonnenten-Versicherung, 1912–1913, wahrscheinlich Herausgeber[6]

Als Mitarbeiter
- Neue Reklame, seit etwa 1900
- Seidels Reklame, seit etwa 1900

Artikel
- Die Setzmaschinenfabrik Typograph. Ein Gedenkblatt aus Anlaß der Fertigstellung der 2000. Maschine, 1908
- 25 Jahre 'Typograph'. Gedenkblätter zum fünfundzwanzigjährigen Bestehen der Typograph G.M.B.H., Berlin NW. 1897–1922, 1922